# Cigüela
La rivière Cigüela (en espagnol : Río Cigüela) est un cours d'eau de Castille-La Manche (Espagne) et un affluent droit du Guadiana. Sa source se situe près du village de Puerto de Cabrejas, dans le système ibérique et dans la province de Cuenca, à 1 080 mètres d'altitude, non loin de la source du fleuve Júcar, près de la ligne de partage des eaux de la péninsule Ibérique entre l'océan Atlantique et la mer Méditerranée. Après avoir traversé les villes de Villarta de San Juan, La Puebla de Almoradiel et Villanueva de Alcardete, la Gigüela fournit avec la rivière Záncara, les zones humides du parc national des Tablas de Daimiel, entre les limites municipales de Villarrubia de los Ojos et Daimiel, zone de confluence des deux rivières du bassin du Guadiana.
Ces autres affluents sont la Jualón, la Torrejón, la Valdejudíos et la Amarguillo.
La rivière Záncara rejoint la Cigüela par la rive gauche près de Villarrubia de los Ojos. Juan Almagro Costa estime quant à lui que c'est la Cigüela qui se jette dans la Záncara.

## Étymologie
Le nom de cette rivière est passé par diverses vicissitudes. À l'époque romaine, la rivière se nommait Sego, peut-être en l'honneur de Segóbriga, dont les ruines se situent aujourd'hui au bord de l'eau. Les Arabes la nommèrent Sígula, et puis lors de Reconquista, ce fut le Xihuella. Dans les relations topographiques de Philippe II d'Espagne (es), le nom de Xigüela apparaît, et est défini de la manière suivante : « La rivière Gigüela, qui naît dans l'Évêché du Cuenca, meurt dans la Guadiana ». Actuellement, son nom est encore controversé puisqu'il apparaît également avec deux orthographes différentes : Cigüela ou Gigüela.

## Géographie
La rivière arrose les provinces de Cuenca, Tolède et Ciudad Real, dans la communauté autonome de Castille-La Manche.
Ces dernières années, la situation de la rivière, comme d'autres dans la région, a connu des moments difficiles, comme la surexploitation de l'aquifère 23 provoque l'assèchement complet de la rivière, même pendant les périodes de pluie. Cette situation provoque de grands problèmes pour la rivière, ainsi que pour la situation du parc national des Tablas de Daimiel. Seules les contributions possibles par des aménagements hydrauliques comme celui du transfert Tajo-Segura avec la rivière Valdejudíos par Carrascosa del Campo, ont permis de sauvegarder la rivière.

### Affluents
Le long de ses 225 kilomètres, pour rejoindre le Guadiana, la Cigüela reçoit les eaux de plusieurs rivières, dont la Jualón, la Torrejón, la Valdejudíos, la Riánsares, la Amarguillo et la Záncara. À proximité du parc national des Tablas de Daimiel, à la limite municipale de Villarrubia de los Ojos, ses eaux saumâtres se mêlent avec les sources abondantes qui existent dans la zone et avec l'affluent La Madre Chica, puis enfin la Cigüela se jette dans le fleuve Guadiana.

### Cours

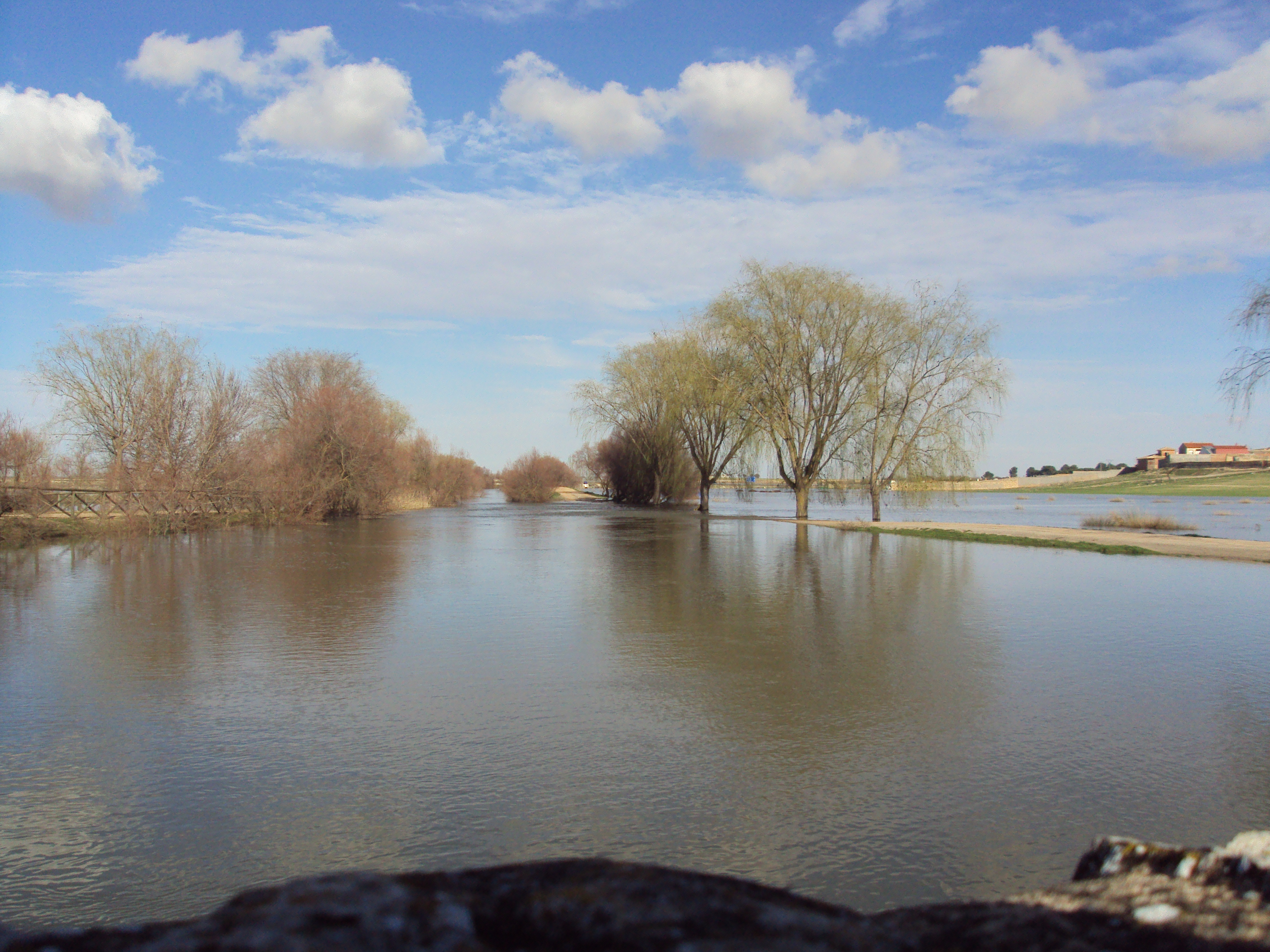
La Cigüela à Villarta de San Juan où l'on voit le lit artificiel des années 1960 déborder à cause de fortes précipitations.

La rivière coule à travers des surfaces très poreuses, dont les eaux souterraines ont été massivement extraites ce qui a fait considérablement diminuer le niveau des nappes phréatiques. De plus, dans les années 1960, le fleuve coulait à travers vastes plaines inondables qui ont été asséchées pour gagner des terres pour la culture. Cette action a fait disparaître plusieurs milliers d'acres de terres humides.

## Histoire
En dépit d'une saisonnalité importante remarquée dès le XVIIIe siècle, un projet visant à irriguer les terres situées le long des rives de la rivière et à canaliser ses eaux est conçu par l'architecte Juan de Villanueva en 1783.
Le long de la rivière étaient bâtis quatorze moulins à farine alimentés par l'eau : Cervero, Batán, Torrontera, Blanquillo, Quemadillo, Pintado, Zurrón, Pingazorras, Botifuera, Novezuelo, La Ortiza, Doña Sol, El Viejo et Padre juan.